# Crypta Napolitana
Crypta Neapolitana (latinski za "napuljska kripta") je drevni rimski cestovni tunel u blizini Napulja, južna Italija. Izgrađen je 37. pr. Kr., a dugačak je preko 700 metara.
Tunel je povezivao Napulj s takozvanim Flegrejskim poljima i gradom Pozzuoli duž ceste poznate kao Via Domiziana.

## Geografija
Istočni ulaz (s napuljske strane) nalazi se u parku Vergiliano u Piedigrotti ("u podnožju špilje"); zapadni kraj je u području koje se sada zove Fuorigrotta ((tal.) "izvan pećine").
Mjesto je također važno zbog prisutnosti takozvane Vergilijeve grobnice, kao i grobnice talijanskog pjesnika Giacoma Leopardija .

## Povijest
Napulj i Pozzuoli bili su odvojeni velikom neprohodnom močvarom: prvu cestu između ta dva grada vjerojatno su izgradili Grci, a bila je uska i neizravna.
Prva rimska cesta koja je povezivala Neapolis i Flegrejska polja, via (Antiniana) per colles, izgrađena je početkom 1. stoljeća prije Krista i išla je najlakšim putem, ali je ipak bila duga, teška, krivudava i prolazila je kroz strma brda. Vodila je preko brda Vomera i vraćala se prema Fuorigrotti stigavši na modernu Via Terracina odakle je nastavljala do luka Puteoli i Cumae. Kako su Puteoli i povezana trgovina između dva grada rasli, staru je cestu trebalo poboljšati, pa je tunel skratio rutu i izbjegao nekoliko brda.
Tunel je prvi izgradio arhitekt Lucius Cocceius Auctus za Agripu tijekom građanskog rata između Oktavijana i Seksta Pompeja oko 37. pr. Kr. Nova cesta, nazvana via per cryptam, skretala je sjeverno na zapadnom kraju tunela, idući prema Via Leopardi i ponovno se spajala sa starom cestom, via Neapolis-Puteoli, na vrhu Via Terracina gdje je usputna stanica (tabernae) i susjedni kompleks termalnih lječilišta je iskopan.
Tunel je jedan od 4 cestovna tunela koje je u tom području izgradio Cocceius: drugi su Grotta di Seiano (Sejanov tunel) u Posillipu, Grotta di Cocceio od jezera Avernus do Cumae i Crypta Romana od Cumae do njegove luke, kao dio mreže vojnih infrastruktura uključujući izgradnju Portus Julius.
Akvadukt Aqua Augusta (Serino) izgrađen je kasnije paralelno s cestovnim tunelom.
Tunel se još uvijek koristio kao prometnica dok ga početkom 20. stoljeća nisu zamijenila dva moderna tunela, a pokazuje opsežnu restauraciju koju su izvršili arhitekti napuljske dinastije Bourbon. Tijekom Drugog svjetskog rata korištena je kao sklonište za bombe za stanovnike Bagnolija; rat i neka klizišta tijekom pedesetih vratili su ga u zapušteno stanje. Danas je obnovljena kao arheološko nalazište.
Prema srednjovjekovnoj legendi, tunel je sagradio pjesnik Vergilije u jednoj noći.